# クーロンの破壊関数
クーロンの破壊関数（クーロンのはかいかんすう、英語: Coulomb failure function, CFF）、あるいはクーロン破壊応力（英語: Coulomb failure stress, CFS）とは、断層面にかかるせん断応力{\displaystyle \tau }に、法線応力{\displaystyle \sigma }と内部摩擦係数{\displaystyle \mu _{i}}を掛けた値を足したものである。すなわち、クーロンの破壊関数を{\displaystyle C}とするとき、以下の式で表現される。
{\displaystyle C=\tau +\mu _{i}\sigma }
地震の発生が促進されるときはクーロンの破壊関数の値が増加し、一方、地震の発生が抑制されるときはこの値は減少するとみなせる。

## クーロンの破壊関数変化
地震の前後におけるクーロンの破壊関数変化（ΔCFF）は、地震発生地の周辺の断層の滑りやすさの変化を表現する。ΔCFFの値が大きい地域において地震活動が活発化した事例がある。ΔCFFは、大地震の発生に起因する静的誘発作用（static triggering）の程度を把握するうえで利用することができる。ただし、ΔCFFが大地震の後における微小地震の原因にはならない場合も存在はする。